# Зелински, Чэд
Чэд Уильям Зелински (англ. Chad William Zielinski; род. 8 сентября 1964, Детройт, штат Мичиган, США) —  прелат Римско-католической церкви, 9-й епископ Фэрбанкса.

## Биография
Чэд Уильям Зелински родился в Детройте, штат Мичиган 8 сентября 1964 года. Он был старшим из пяти детей Дональда и Линда Зелински. Через некоторое время после его рожденич, семья переехала на ферму близ Алпины (штат Мичиган). Окончил среднюю школу Алпины. Затем служил в ВВС США. Во время прохождения службы обучался в Университете штата Айдахо и Парк-колледже. Выйдя в отставку, поступил в семинарию Маунт-Энджел в Сент-Бенедикте, штат Орегон, где получил степень бакалавра искусств в философии. Учился на священника в Высшей духовной семинарии Святейшего Сердца в Детройте. 8 июля 1996 года был рукоположен в сан священника для епархии Гейлорд епископом Патриком Рональдом Куни .
После рукоположения, с 1996 по 1998 год, служил викарием в приходе Непорочного Зачатия в Траверс-Сити. Затем служил в приходе Святого Филиппа Нери в деревне Эмпайр и приходе Святой Риты и Святого Иосифа в Мэйпл-Сити. В 1999 — 2000 годах был членом епархиального Совета пресвитеров, одновременно исполняя обязанности пастора по административным вопросам епархиальной миссии среди латиноамериканцев. После террористических атак 11 сентября 2001 года перешёл в архиепархию вооруженных сил США в качестве капеллана ВВС. В 2002 — 2005 годах служил на военных авиабазах в Гранд-Форкс, штат Северная Дакота и в Милденхолл, графство Саффолк, Великобритания. Затем был переведён на военную авиабазу в Шерц, штат Техас, а после был назначен капелланом кадетов академии ВВС США в Колорадо-Спрингс, штат Колорадо. С 2012 по 2014 год служил капелланом на военной авиабазе в Фэрбанксе, штат Аляска.
Папа Франциск номинировал Чэда Уильяма Зелински в епископы Фэрбанкса 8 ноября 2014 года. Епископскую хиротонию в центре Карлсон в Фэрбанксе 15 декабря 2014 года совершил архиепископ Роджер Лоуренс Швиц в Анкоридже, которому сослужили архиепископ Тимоти Броглио и епископ Стивен Джон Рэйка.